# Aloe ambrensis
Aloe ambrensis là một loài thực vật có hoa trong họ Măng tây. Loài này được J.-B.Castillon mô tả khoa học đầu tiên năm 2007.